# Fanellia fraseri
Fanellia fraseri är en korallart som först beskrevs av Sydney John Hickson 1915.  Fanellia fraseri ingår i släktet Fanellia och familjen Primnoidae. Inga underarter finns listade i Catalogue of Life.